# 2858 Карлоспортер
2858 Карлоспортер (2858 Carlosporter) — астероїд головного поясу, відкритий 1 грудня 1975 року.
Тіссеранів параметр щодо Юпітера — 3,581.